# Meiothericles pusillus
Meiothericles pusillus är en insektsart som beskrevs av Marius Descamps 1977. Meiothericles pusillus ingår i släktet Meiothericles och familjen Thericleidae. Inga underarter finns listade i Catalogue of Life.